# Werner Breuer
Werner Breuer (* 1. April 1833 in Giesenkirchen; † 9. Mai 1911 in Neuwerk) war ein deutscher Gutsbesitzer und Politiker.

## Leben
Breuer war der Sohn des Gutsbesitzers Peter Wilhelm Breuer (getauft 8. Februar 1780 in Giesenkirchen; † 11. November 1839 ebenda) und dessen Ehefrau Maria Gertrud geborene Feinendegen (getauft 23. Juli 1792 in Giesenkirchen; † nach 1862). Er war katholisch und heiratete am 25. Oktober 1862 in Schelsen Maria Hubertina Baumeister (* 21. September 1841 in Bontenbroich; † 13. April 1864 in Giesenkirchen). Nach dem Tod der ersten Ehefrau heiratete er am 29. April 1867 in Gladbach Barbara Katharina Brandts (* 18. Februar 1833 in Gladbach; † 23. März 1906 in Neuwerk).
Breuer lebte seit etwa 1867 als Ökonom auf Haus Bontenbroich. Von Februar 1884 bis März 1904 war er Bürgermeister von Neuwerk, wo er auch Mitglied des katholischen Kirchenvorstands war. 
Er war von 1879 bis zur Wahlrechtsreform 1888 Abgeordneter für den Stand der Landgemeinden im Wahlkreis Gladbach, Neuss, Grevenbroich im Provinziallandtag der Rheinprovinz. Auch nach der Wahlrechtsreform blieb er von 1888 bis 1899 Abgeordneter, nun gewählt von der Stadtverordnetenversammlung von Mönchengladbach. Er wurde mit dem Kronenorden 4. Klasse ausgezeichnet.